# Mariana van Rankin
Mariana van Rankin (Ciudad de México, 12 de agosto de 1989) es una actriz de televisión, teatro y modelo mexicana. Es conocida por el personaje de Delicia Flores en la telenovela Llena de amor y también a Luzma Martínez en la producción de Amor bravío, además de haber participado en otras más producciones para Televisa.

## Vida privada
Es sobrina del también actor y conductor de televisión Jorge "El Burro" Van Rankin y hermana del futbolista Josecarlos van Rankin.
Está casada con el futbolista mexicano Eduardo Herrera cuyo matrimonio fue en 2018 y tienen un hijo, al igual que vive en el extranjero por la profesión de su esposo.

## Filmografía

### Telenovelas
| Año       | Título                 | Papel                              |
| --------- | ---------------------- | ---------------------------------- |
| 2014-2015 | Hasta el fin del mundo | Marisol Cruz Sánchez               |
| 2013      | La tempestad           | Brissia                            |
| 2012      | Amor bravío            | Luz María "Luzma" Martínez         |
| 2010-2011 | Llena de amor          | Delicia Flores de Ruíz y De Teresa |

### Series de televisión
| Año  | Título               | Papel            |
| ---- | -------------------- | ---------------- |
| 2011 | Como dice el dicho   | Varios episodios |
| 2011 | Momentos             | Regina           |
| 2011 | El equipo            | Silvia Moguel    |
| 2010 | La rosa de Guadalupe | Carolina/Melina  |
| 2009 | Mujeres asesinas     | Jennifer         |

## Premios y nominaciones

### Premios TVyNovelas
| Año  | Categoría            | Telenovela  | Resultado |
| ---- | -------------------- | ----------- | --------- |
| 2013 | Mejor actriz juvenil | Amor bravío | Nominada  |